# Ewald Jammers
Ewald Jammers (* 1. Januar 1897 in Köln-Lindenthal; † 24. Juni 1981 in Plankstadt)
war ein deutscher Bibliothekar und Musikwissenschaftler.

## Leben
Jammers studierte an der Universität Bonn Musikwissenschaft und wurde dort mit einer Arbeit zur Jenaer Liederhandschrift promoviert. Im Anschluss an sein Studium absolvierte er die Ausbildung zum wissenschaftlichen Bibliothekar in Leipzig und Dresden. Ab 1927 war er an der Sächsischen Landesbibliothek in Dresden angestellt, wo er 1931 die Leitung der Musikabteilung übertragen bekam.
Jammers wurde im Zweiten Weltkrieg zum Kriegsdienst eingezogen. Nach dem Krieg arbeitete er zuerst als Aushilfslehrer in Bergheim. 1951/52 bekam er eine Stelle an der Landes- und Stadtbibliothek Düsseldorf und wurde 1953 Leiter der Handschriftensammlung an der Universitätsbibliothek Heidelberg.
Sein musikwissenschaftlicher Schwerpunkt lag im Bereich der mittelalterlichen Musik und ihrer Handschriften.
Ein 80 Briefe und Postkarten umfassendes Konvolut seiner Korrespondenz, das Einblicke in die Dresdener Zeit und Nachkriegszeit und den Wiederaufbau der Dresdener Bibliothek gibt, wird in der SLUB Dresden aufbewahrt (Mscr. Dresd. App. 2830).

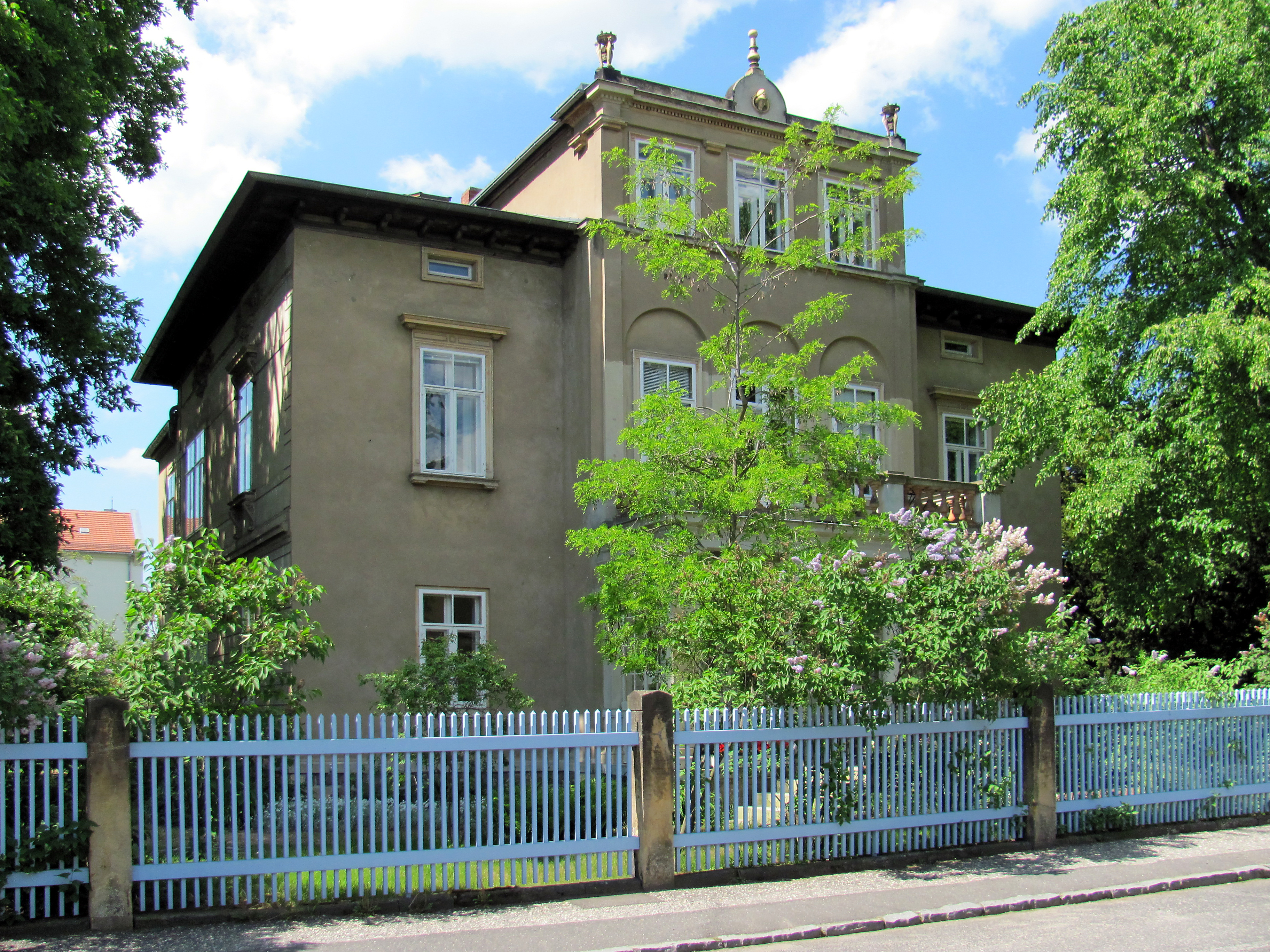
Wohnsitz Zillerstraße 11 in Radebeul

Jammers hatte mit seiner Frau sechs Kinder. Das dritte Kind Antonius, der spätere Generaldirektor der Staatsbibliothek zu Berlin, wurde 1937 in Radebeul geboren, als Jammers in der heute denkmalgeschützten Villa Zillerstraße 11 im Stadtteil Niederlößnitz wohnte.

## Veröffentlichungen (Auswahl)
- Untersuchungen über die Rhythmik und Melodik der Melodien der Jenaer Liederhandschrift. (Dissertation, Universität Bonn, 1924), Breitkopf & Härtel, Leipzig 1925.
- Das Karlsoffizium 'Regali natus'. Einführung, Text und Übertragung in moderne Notenschrift. Heitz, Leipzig, Straßburg und Zürich 1934.
- Der mittelalterliche Choral. Art und Herkunft. Schott, Mainz 1954 (Digitalisat)
- Anfänge der abendländischen Musik. Heintz, Straßburg und Kehl 1955.
- Musik in Byzanz, im päpstlichen Rom und im Frankenreich. Der Choral als Musik der Textaussprache. Winter, Heidelberg 1962.
- Ausgewählte Melodien des Minnesangs. Niemeyer, Tübingen 1963.
- Tafeln zur Neumenschrift. Schneider, Tutzing 1965.
- Das königliche Liederbuch des deutschen Minnesangs. Eine Einführung in die sogenannte Manessische Handschrift. L. Schneider, Heidelberg 1965.
- Schrift Ordnung Gestalt. Gesammelte Aufsätze zur älteren Musikgeschichte (= Neue Heidelberger Studien zur Musikwissenschaft, Bd. 1). Francke, Bern 1969.
- Das Alleluia in der Gregorianischen Messe. Eine Studie über seine Entstehung und Entwicklung (= Liturgiewissenschaftliche Quellen und Forschungen, Bd. 55). Aschendorff, Münster 1973, ISBN 3-402-03390-9.
- Der gregorianische Rhythmus. Antiphonale Studien mit einer Übertragung der Introitus- und Offiziumsantiphonen des 1. Tones. 2. Aufl. Koerner, Baden-Baden 1981, ISBN 3-87320-525-4.